# شرح مثنوی معنوی مولوی
شرح مثنوی معنوی مولوی (شش دفتر) کتابی از رینولد ا. نیکلسون با ترجمهٔ حسن لاهوتی است که در سال ۱۳۷۴ منتشر و در مراسم کتاب سال جمهوری اسلامی ایران به‌عنوان کتاب برگزیده معرفی شد.